# 利得尊敬相応
「利得尊敬相応」（りとくそんけいそうおう、巴: Lābhasakkāra-saṃyutta, ラーバサッカーラ・サンユッタ）とは、パーリ仏典経蔵相応部に収録されている第17相応。「利得（と）供養相応」（りとく（と）くようそうおう）とも。

## 構成
4品43経から成る。
1. Paṭhama-vagga --- 全10経
2. Dutiya-vagga --- 全10経
3. Tatiya-vagga --- 全10経
4. Catuttha-vagga --- 全13経

## 日本語訳
- 『南伝大蔵経・経蔵・相応部経典2』（第13巻） 大蔵出版
- 『パーリ仏典 相応部(サンユッタニカーヤ) 因縁篇II』 片山一良訳 大蔵出版
- 『原始仏典II 相応部経典2』 中村元監修 春秋社